# Merlin (album)
Pour les articles homonymes, voir Merlin (homonymie).
Albums de Kayak
Periscope Life
(1980) Eyewitness
(1981)
Merlin, sorti en 1981, est le huitième album du groupe de rock progressif néerlandais Kayak.
La première face de l'album est basée sur les légendes de Merlin l'enchanteur.

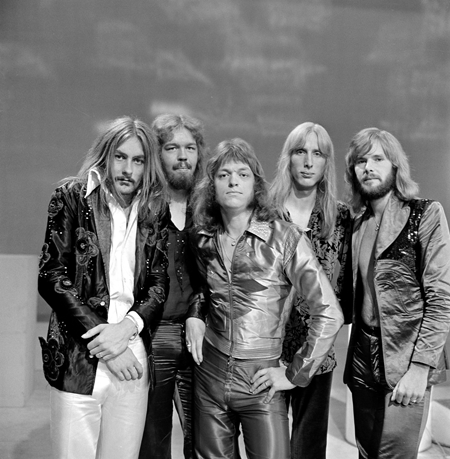
Kayak.

## Historique
Espérant percer au niveau international, Kayak enregistre l'album Periscope Life en 1980 à Los Angeles mais le succès n'est pas au rendez-vous et le groupe retourne vers ses racines, le rock progressif et le rock symphonique, pour l'album Merlin en 1981,.
Cet album, dont une moitié est consacrée à la légende de Merlin l'enchanteur, est considéré comme la meilleure réalisation de Kayak avec Royal Bed Bouncer,.
L'album est enregistré aux Soundpush Studios à Blaricum aux Pays-Bas et est produit par Gerrit-Jan Leenders et Kayak.

## Liste des morceaux
1. Merlin - 7:20
2. Tintagel - 2:39
3. The Sword in the Stone - 3:31
4. The King's Enchanter - 2:38
5. Niniane (Lady of the Lake) - 7:22
6. Seagull - 4:10
7. Boogie Heart - 4:10
8. Now that we've Come this Far - 4:25
9. Can't Afford to Lose - 3:17
10. Love's Aglow - 6:00

## Musiciens
- Edward Reekers : chant
- Ton Scherpenzeel : claviers, chant
- Johan Slager : guitare, banjo, luth
- Max Werner : batterie, percussions, chant
- Peter Scherpenzeel : guitare basse, flûte

## Vocaux additionnels
- Irene Lenders
- Katherine Lapthorn